# ヤルタ
ヤルタ（宇: Ялта、クリミア・タタール語: Ялта / Yalta、露: Ялта、ラテン文字転写の例: Yalta）はクリミアの都市。クリミア半島南端に位置し黒海に臨む。「ヤルタ」の語源は、「岸辺」を意味する語。古代ギリシア人たちによって開かれた町であり、上陸に際して安全な岸（γιαλος / yalos ）を求めたギリシャの船乗りによって築かれたといわれている。南に黒海と接し、森林に取り囲まれている。温暖な地中海性気候であり、現在は、黒海沿岸では屈指の保養地として知られている。1945年にヤルタ会談が行われた場所としても有名である。
「大ヤルタ」の語は、ヤルタを含むクリミア半島南部のフォロスからグルズフにいたる海岸を指し示している。

## 歴史

### 12世紀-19世紀
ヤルタの存在を初めて記録したのは12世紀のアラブ人の地学者で、それによると、町をビザンティン帝国の港と漁業の町として記している。14世紀にヤルタはジェノヴァの商人の居住地としてこの地方における交易のネットワークの一部に組み込まれ、エタリタ（Etalita）あるいはガリタ（Galita）と呼ばれた。クリミア半島は1475年にオスマン帝国に征服され、オスマン帝国の半独立的な属国であるクリミア・ハン国の領域に組み込まれた。しかしヤルタを含む南岸部はケフェ州（Eyalet）としてオスマン帝国の直轄領とされた。ヤルタは1783年、他のクリミア半島地方とともにロシア帝国に併合され、露土戦争の引き金となった。クリミア半島の併合に先立つ1778年、クリミアのギリシャ人たちはマリウポリに移動した。同地でギリシャ人が建設した村もヤルタ（Ялта）と呼ばれる。
19世紀には、町はロシアの貴族や上流階級の人々のための高級リゾート地となった。作家のレフ・トルストイやアントン・チェーホフらはヤルタで夏を過ごした。アントン・チェーホフは1899年から1904年までヤルタに住み、この地で『三人姉妹』『桜の園』などを書いた。ヤルタはチェーホフの短編小説「犬を連れた奥さん」の舞台ともなっている。町はまたロシアの皇族とも深いつながりを持っている。1889年、ロシアの皇帝アレクサンドル3世はヤルタの北にマサンドラ宮殿を建設し、1911年にはニコライ2世が南西にリヴァディア宮殿を建設した。

### 20世紀
20世紀の間、ヤルタはソビエト連邦随一のリゾート地となった。1920年、ウラジーミル・レーニンは「クリミアの労働者の療養のために使用するにあたって」との布告を発し、この地域をきらびやかで高級なリゾート地から疲れたプロレタリア労働者のための療養の地へと作り変えることを推進した。ヤルタ周辺には、労働者のためのサナトリウムがいくつも建設された。このほかに、ほぼ全てのソビエト連邦市民が外国旅行を禁じられており、ヤルタには彼らのために少数の沿岸リゾート地があった。ソビエト連邦の有力者たちもまたヤルタを訪れた。ソビエト連邦の独裁者であったヨシフ・スターリンはマサンドラ宮殿を彼の夏の住処として使用した。1941年11月4日、内務人民委員部（NKVD）はヤルタの刑務所にいた全ての囚人を射殺した。

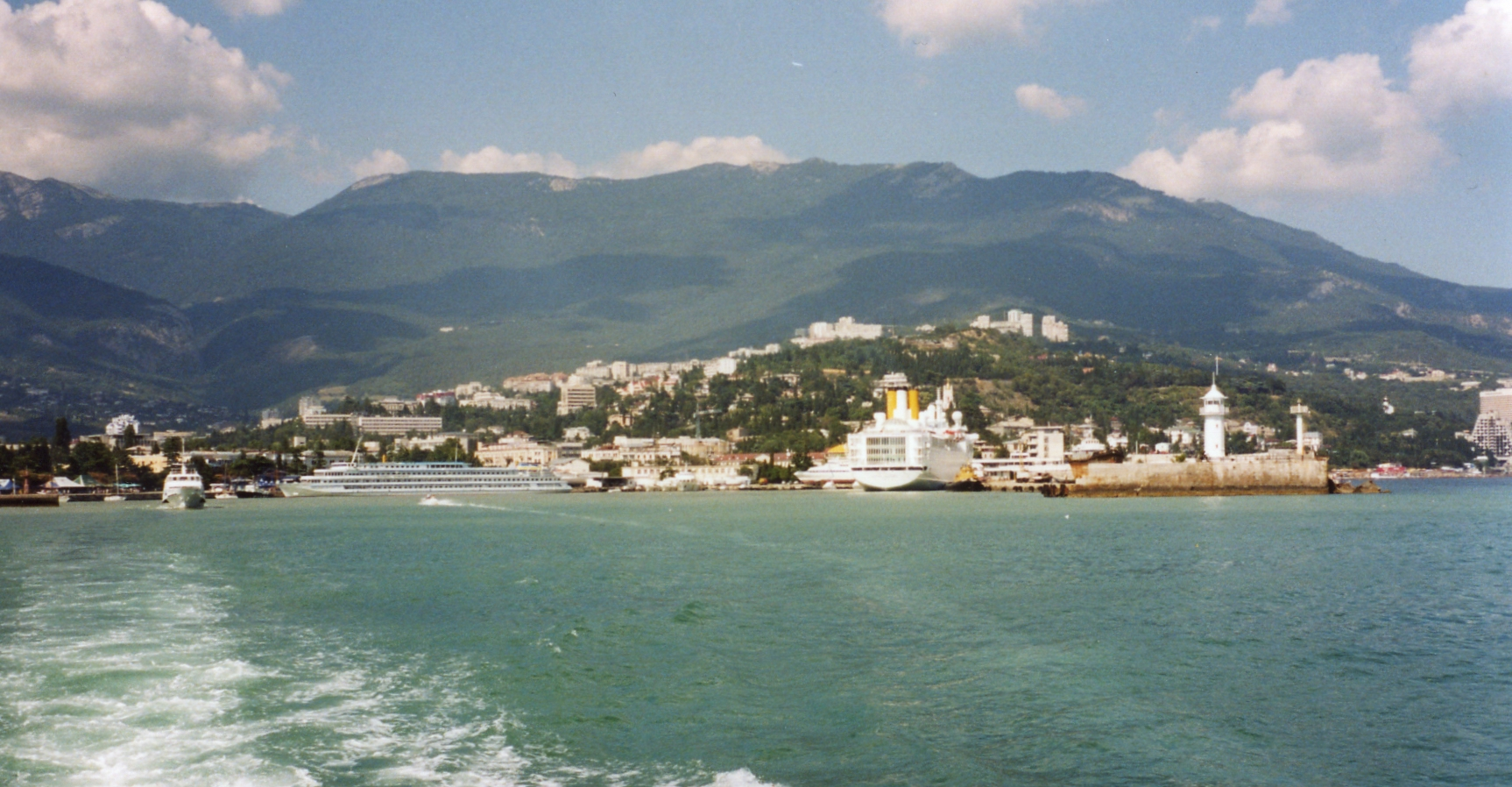
黒海岸からみたヤルタ

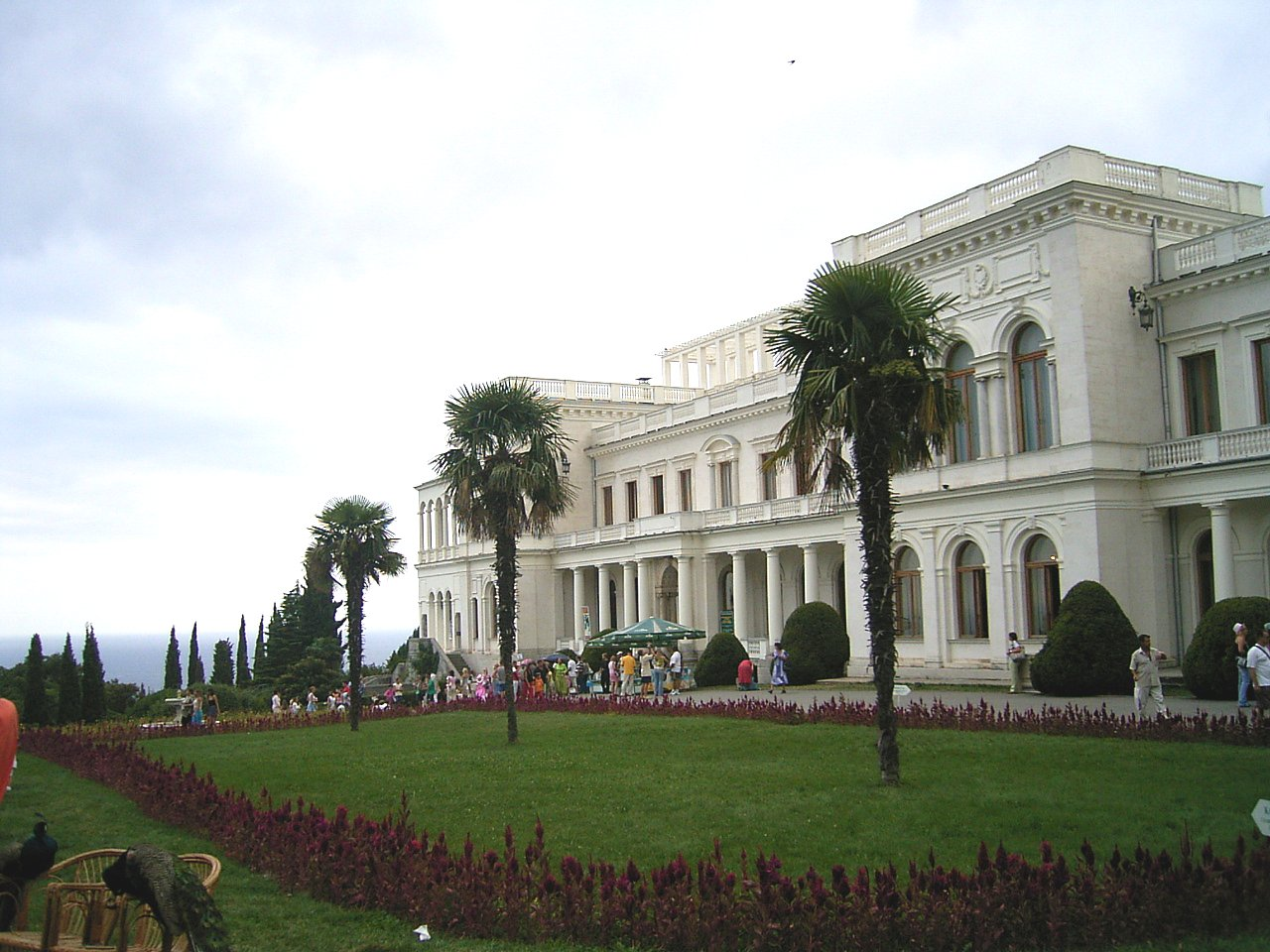
リヴァディア宮殿。ヤルタ南西のリヴァディアにあり、第二次世界大戦時にはヤルタ会談が行われた。

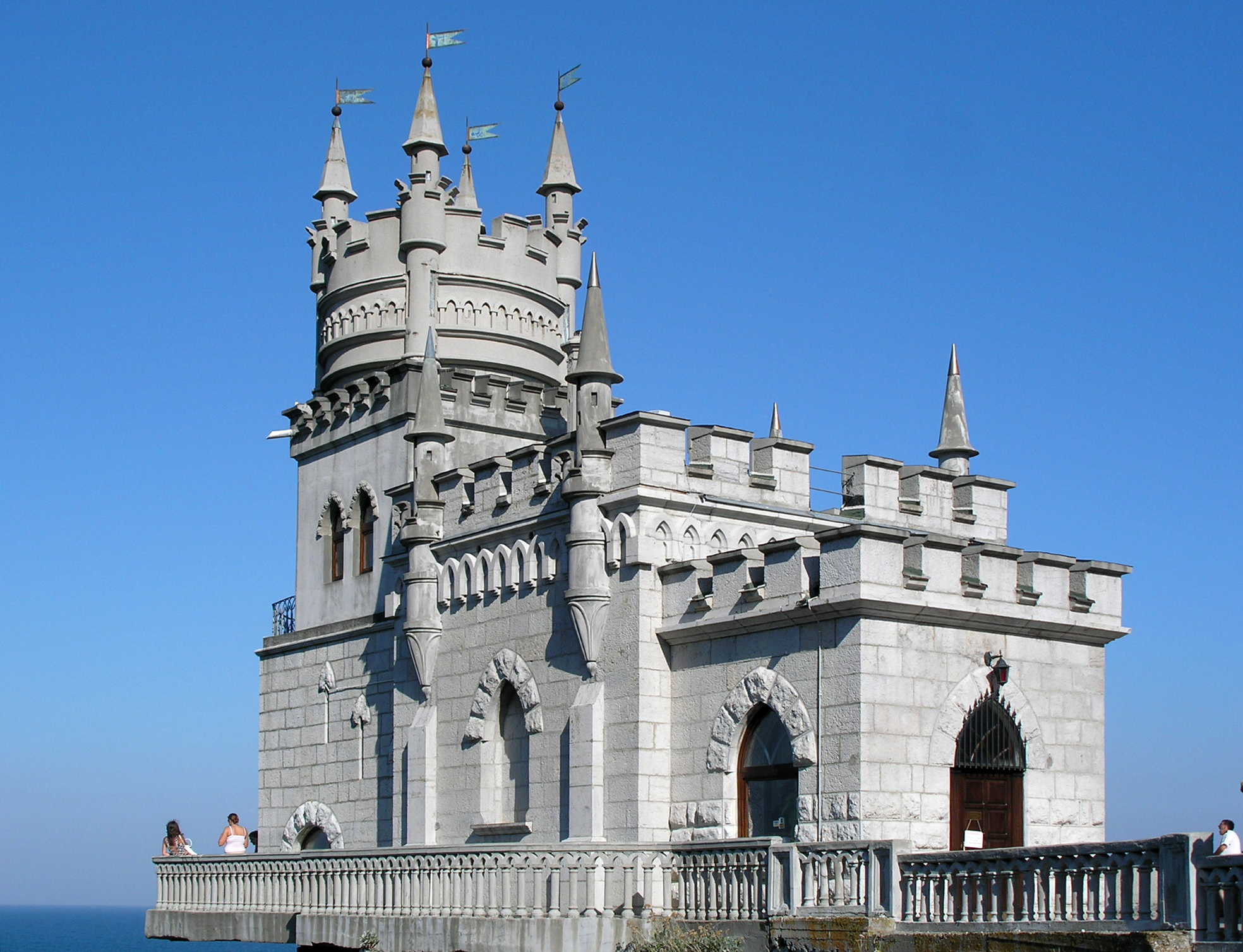
ツバメの巣城

町は第二次世界大戦末期の1945年2月、大戦の連合国側の主要3箇国の首脳によるヤルタ会談が行われたことにより国際的に注目を集めた。ソビエト連邦、イギリス、アメリカ合衆国の首脳がリヴァディア宮殿にて会談を行った。
ソ連8月クーデターの際に書記長のゴルバチョフが別荘に軟禁されたが、その別荘はヤルタラヨン内のフォロスに在った。

## 今日のヤルタ
1991年のソビエト連邦崩壊以降、ヤルタは経済的に苦しんだ。ロシアの新興富裕層は他のヨーロッパ諸国でリゾート休暇を楽しむようになった。彼らは旅行をする自由と資金を得ていた。他方、貧しいその他の旧ソ連邦の国々の市民はヤルタを訪れることはできなくなっていた。ヤルタと他の地を結ぶ交通網は大幅に縮小され、ついには、ほぼすべての旅行者は海路でヤルタを訪れるより他なくなった。ヤルタを他の地と結ぶ主要な交通手段であったクリミア・トロリーバスはシンフェロポリとヤルタの間を結んでいる。ヤルタはその後のロシアの景気回復とともに復興をはじめ、経済状況は好転し、旅行者がヤルタに戻ってくるようになった、ヤルタはロシアやウクライナの旅行者の主要な訪問先であると共に、少数の西ヨーロッパ諸国からも旅行者が訪れるようになった。
現在、ヤルタには黒海に沿って美しい堤防が整備されている。年中を通して多くの人々がここをそぞろ歩く光景が見られ、また多くの人々の歓談の場となっている。堤防沿いには複数のビーチがあり、人々は疲れを癒し、また泳ぎを楽しんでいる。強靭な精神の持ち主は冬でもこのようなことをしている。堤防に沿ってホテルが立ち並び、アミューズメント・パークのような馬車も見られる。更に、町には多くの映画館やレストラン、カフェ、青空市場もある。

### みどころ
Famous attractions within or near Yalta include:
- 海岸通り（Набережная / Naberezhnaya）
- アルメニア教会
- ローマ・カトリック教会
- ヤルタ・ケーブルカー。ヤルタの海岸線を望むダルサン（Дарсан / Darsan）丘陵へ行くことが出来る。
- 修復されたタヴリダ・ホテル（Таврида / Tavrida）[3]。ロシア帝国で初めてのエレベータ付きホテルであった。
- アレクサンダル・ネフスキ聖堂（Собор святого Александра Невского、en）
- 旧防衛省のホテル。ゴシック様式の城である。
- ブハラ・ハン国の首長の宮殿
- 動物園
- 水族館。イルカを飼育
- ポリャナ・スカゾク公園博物館
- アントン・チェーホフ邸宅博物館
- レシャ・ウクラインカ（en）邸宅博物館
- 女人像（en）のある家

ヤルタ郊外には:
- ニキータ植物園（Nikita）
- リヴァディア宮殿
- マサンドラ宮殿（ウクライナ語版、ロシア語版、英語版）（都市型集落のマサンドラ（ウクライナ語版、ロシア語版、英語版）に位置する）
- 標高1233メートルのヤイラ山。ケーブルカーで結ばれる。
- アループカ宮殿（Alupka）
- ツバメの巣城（Swallow's Nest）

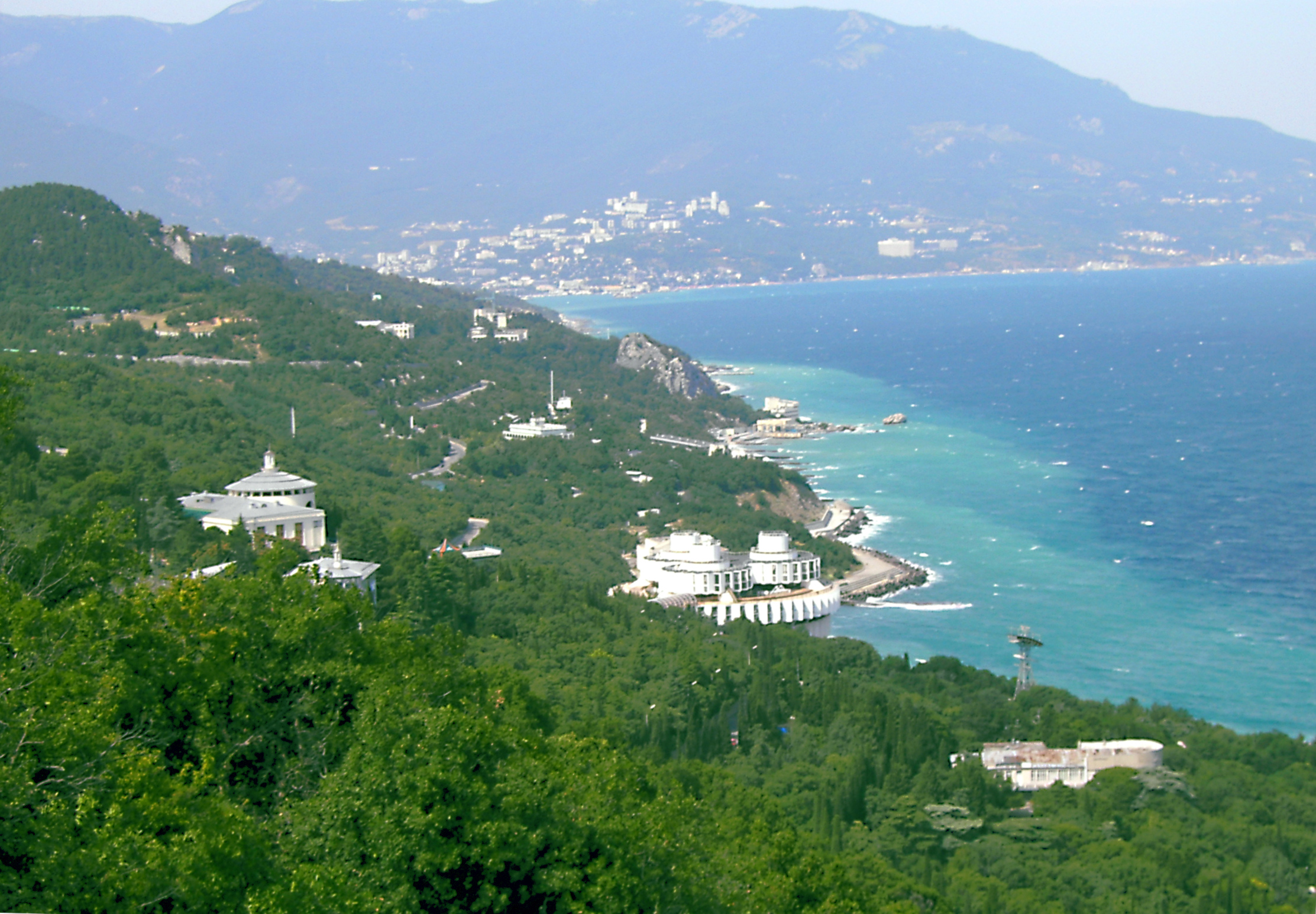
ヤルタとヤイラ山

## 気候
ヤルタはヤイラ山の南側にあり、周囲を丘に囲まれているため、気候は極めて温暖である。2月の平均気温は摂氏4度となっている。降雪は希であり、うっすらと積雪してもすぐに消える。7月には平均気温は24度となる。年間の日照時間はおよそ2250時間である。ヤルタは黒海に面しているため、その涼しい風によって、気温が極端に高くなることはない。年間を通しての平均気温は13度となっている。

## 人口構成
ウクライナの2001年1月1日の国勢調査によると、ヤルタの人口は80500人であった。民族別では、ロシア人が68.3%、ウクライナ人が25.7%、ベラルーシ人が2.1%、ユダヤ人が0.8%、クリミア・タタール人が0.1%などとなっている。この人口には周辺の町村の人口は含まない。都市圏人口は12万5千人である。

## 姉妹都市
ヤルタは以下の都市と姉妹都市提携を結んでいる。
- バーデン＝バーデン（ドイツ）
- バトゥミ（ジョージア）
- ガラツィ（ルーマニア）
- マーゲイト（イギリス）
- ニース（フランス）
- パルヌ（エストニア）
- ポッツオーリ（イタリア）
- リエカ（クロアチア）
- サンタバーバラ（アメリカ合衆国）
- 三亜市（中華人民共和国）
- オフリド（北マケドニア）